# Karl Österberg (konstnär)
Karl Gustaf Melker Österberg, född 30 oktober 1905 i Stockholm, död 5 juli 1996 i Ronneby, var en svensk chefsdekoratör och målare.
Han var son till John Melker Österberg och Hilma Karolina Dahlqvist och från 1931 gift med Ruth Linnea Bergqvist. Österberg som studerade vid en tvåårig handelsskola 1922–1923 men var huvudsakligen autodidakt som konstnär. Han deltog i några kortare målarkurser vid Tekniska skolan i Uppsala och bedrev självstudier under resor i bland annat Österrike, Norge, Danmark, England och Nederländerna. Han genomförde ett flertal mindre separatutställningar i Uppsala bland annat på Östlings fotoatelier och han medverkade i Uplands konstförenings utställningar i Gävle och Uppsala. Hans konst består av landskapsskildringar från Uppland utförda i akvarell.